# Gheorghe Dogărescu
Gheorghe Dogărescu (Viziru, 1960. május 15. – 2020. augusztus 18.) olimpiai bronzérmes román kézilabdázó.

## Pályafutása
A Dinamo București csapatával 1981-ben KEK-döntős volt.
A román válogatottban 93 alkalommal szerepelt és 116 gólt szerzett. Tagja volt az 1984-es Los Angeles-i olimpián bronzérmes együttesnek.

## Sikerei, díjai
- Olimpiai játékok
  - bronzérmes: 1984, Los Angeles